# Girlanda
Girlanda (tal. ghirlanda) je naziv za vijenac od cvijeća, lišća i plodova, često isprepleten ukrasnim vrpcama, koji se lučno pruža između dvaju nosača, obično pričvršćenih za zid. 
Girlande se od antike naovamo koriste kao ukrasi prigodom različitih svečanosti. 
U antici su često bile prikazane na slavolucima, žrtvenicima, hramovima i dr., uglavnom u visokom reljefu. 
Često su bile korištene kao motiv i u antičkom slikarstvu, no ono je do nas došlo mnogo slabije sačuvano od skulpture.
Nakon srednjeg vijeka, girlande ponovo postaju uobičajen ukras u renesansi, baroku i klasicizmu.
Kiparski oblikovane girlande često se nazivaju festoni.